# Grand Prix de la montagne
Pour les articles homonymes, voir GPM.

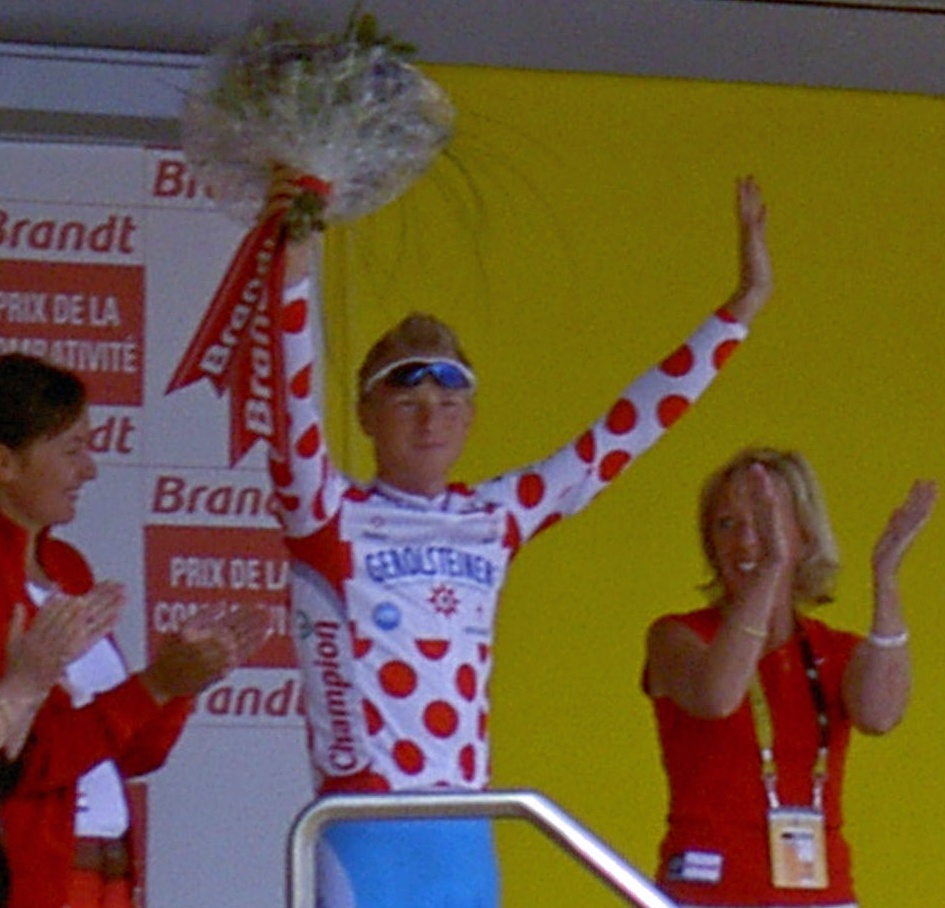
Étape 8 du Tour de France 2005, Fabian Wegmann dans le maillot à pois du meilleur grimpeur.

Le classement de la montagne ou Grand Prix de la montagne ou GPM est un classement récompensant le meilleur grimpeur d'une course cycliste. Il est organisé dans la plupart des courses par étapes.
Sur le Tour de France, le meilleur grimpeur est identifié par le port d'un maillot blanc à pois rouges. Malgré une reconnaissance à partir de 1933, le meilleur grimpeur ne reçoit un maillot distinctif qu'à partir de 1975.
Ses couleurs sont attribuées par le sponsor de l'époque, Chocolat Poulain. Il s'agit en fait d'un hommage de Félix Lévitan, alors directeur du Tour, qui décide de reprendre la tenue d’Henri Lemoine, très bon pistard des années 1930, et dont les couleurs lui avaient valu le surnom de «P’tits pois». Depuis, même si le sponsor du maillot a changé, l'apparence est restée la même.
Sur le Tour d'Italie, le meilleur grimpeur porte un maillot bleu.
Sur le Tour d'Espagne, le meilleur grimpeur porte un maillot blanc à pois bleus.
Chaque ascension est classée selon sa difficulté, et des points sont attribués au passage des coureurs, en fonction du classement de l'ascension.
L'application de suivi d'activités Strava utilise cette notion pour désigner le détenteur d'un record sur un segment remarquable en cyclisme ou en course à pieds. On utilise alors l'appellation «KOM» pour «King of the Mountains», littéralement «Roi des montagnes». 

## Record de victoires sur les grands tours
| Rang | Cycliste            | Pays       | Total | Tour de France                               | Tour d'Italie                                | Tour d'Espagne                   |
| ---- | ------------------- | ---------- | ----- | -------------------------------------------- | -------------------------------------------- | -------------------------------- |
| 1    | Federico Bahamontes | Espagne    | 9     | 6 (1954, 1958, 1959, 1962, 1963, 1964)       | 1 (1956)                                     | 2 (1957, 1958)                   |
| 1    | Gino Bartali        | Italie     | 9     | 2 (1938, 1948)                               | 7 (1935, 1936, 1937, 1939, 1940, 1946, 1947) | 0                                |
| 3    | Lucien Van Impe     | Belgique   | 8     | 6 (1971, 1972, 1975, 1977, 1981, 1983)       | 2 (1982, 1983)                               | 0                                |
| 4    | Richard Virenque    | France     | 7     | 7 (1994, 1995, 1996, 1997, 1999, 2003, 2004) | 0                                            | 0                                |
| 5    | Julio Jiménez       | Espagne    | 6     | 3 (1965, 1966, 1967)                         | 0                                            | 3 (1963, 1964, 1965)             |
| 6    | Fausto Coppi        | Italie     | 5     | 2 (1949, 1952)                               | 3 (1948, 1949, 1954)                         | 0                                |
| 6    | José Manuel Fuente  | Espagne    | 5     | 0                                            | 4 (1971, 1972, 1973, 1974)                   | 1 (1972)                         |
| 6    | Andrés Oliva        | Espagne    | 5     | 0                                            | 2 (1975, 1976)                               | 3 (1975, 1976, 1978)             |
| 6    | José Luis Laguía    | Espagne    | 5     | 0                                            | 0                                            | 5 (1981, 1982, 1983, 1985, 1986) |
| 6    | Luis Herrera        | Colombie   | 5     | 2 (1985, 1987)                               | 1 (1989)                                     | 2 (1987, 1991)                   |
| 6    | Claudio Chiappucci  | Italie     | 5     | 2 (1991, 1992)                               | 3 (1990, 1992, 1993)                         | 0                                |
| 12   | Charly Gaul         | Luxembourg | 4     | 2 (1955, 1956)                               | 2 (1956, 1959)                               | 0                                |
| 12   | José María Jiménez  | Espagne    | 4     | 0                                            | 0                                            | 4 (1997, 1998, 1999, 2001)       |
| 12   | David Moncoutié     | France     | 4     | 0                                            | 0                                            | 4 (2008, 2009, 2010, 2011)       |
| 12   | Tadej Pogačar       | Slovénie   | 4     | 3 (2020, 2021, 2025)                         | 1 (2024)                                     | 0                                |

### Vainqueurs du classement de la montagne sur les 3 grands tours
Seuls 2 coureurs cyclistes ont remporté le classement de la montagne sur les 3 grands tours durant leur carrière.
- Federico Bahamontes
  - Tour d'Italie (1956)
  - Tour de France (1954, 1958, 1959, 1962, 1963, 1964)
  - Tour d'Espagne (1957, 1958)

- Luis Herrera
  - Tour d'Italie (1989)
  - Tour de France (1985, 1987)
  - Tour d'Espagne (1987, 1991)

## Vainqueurs par année
| Année | Tour d'Italie                   | Tour de France      | Tour d'Espagne        |
| ----- | ------------------------------- | ------------------- | --------------------- |
| 1933  | Alfredo Binda                   | Vicente Trueba      | Pas de course         |
| 1934  | Remo Bertoni                    | René Vietto         | Pas de course         |
| 1935  | Gino Bartali                    | Félicien Vervaecke  | Edoardo Molinar       |
| 1936  | Gino Bartali                    | Julián Berrendero   | Salvador Molina       |
| 1937  | Gino Bartali                    | Félicien Vervaecke  | Pas de course         |
| 1938  | Giovanni Valetti                | Gino Bartali        | Pas de course         |
| 1939  | Gino Bartali                    | Sylvère Maes        | Pas de course         |
| 1940  | Gino Bartali                    | Pas de course       | Pas de course         |
| 1941  | Pas de course                   | Pas de course       | Fermín Trueba         |
| 1942  | Pas de course                   | Pas de course       | Julián Berrendero     |
| 1943  | Pas de course                   | Pas de course       | Pas de course         |
| 1944  | Pas de course                   | Pas de course       | Pas de course         |
| 1945  | Pas de course                   | Pas de course       | Julián Berrendero     |
| 1946  | Gino Bartali                    | Pas de course       | Emilio Rodríguez      |
| 1947  | Gino Bartali                    | Pierre Brambilla    | Emilio Rodríguez      |
| 1948  | Fausto Coppi                    | Gino Bartali        | Bernardo Ruiz         |
| 1949  | Fausto Coppi                    | Fausto Coppi        | Pas de course         |
| 1950  | Hugo Koblet                     | Louison Bobet       | Emilio Rodríguez      |
| 1951  | Louison Bobet                   | Raphaël Géminiani   | Pas de course         |
| 1952  | Raphaël Géminiani               | Fausto Coppi        | Pas de course         |
| 1953  | Pasquale Fornara                | Jesús Loroño        | Pas de course         |
| 1954  | Fausto Coppi                    | Federico Bahamontes | Pas de course         |
| 1955  | Gastone Nencini                 | Charly Gaul         | Giuseppe Buratti      |
| 1956  | Charly Gaul Federico Bahamontes | Charly Gaul         | Nino Defilippis       |
| 1957  | Raphaël Géminiani               | Gastone Nencini     | Federico Bahamontes   |
| 1958  | Jean Brankart                   | Federico Bahamontes | Federico Bahamontes   |
| 1959  | Charly Gaul                     | Federico Bahamontes | Antonio Suárez        |
| 1960  | Rik Van Looy                    | Imerio Massignan    | Antonio Karmany       |
| 1961  | Vito Taccone                    | Imerio Massignan    | Antonio Karmany       |
| 1962  | Angelino Soler                  | Federico Bahamontes | Antonio Karmany       |
| 1963  | Vito Taccone                    | Federico Bahamontes | Julio Jiménez         |
| 1964  | Franco Bitossi                  | Federico Bahamontes | Julio Jiménez         |
| 1965  | Franco Bitossi                  | Julio Jiménez       | Julio Jiménez         |
| 1966  | Franco Bitossi                  | Julio Jiménez       | Gregorio San Miguel   |
| 1967  | Aurelio González                | Julio Jiménez       | Mariano Díaz          |
| 1968  | Eddy Merckx                     | Aurelio González    | Francisco Gabica      |
| 1969  | Claudio Michelotto              | Eddy Merckx         | Luis Ocaña            |
| 1970  | Martin Van Den Bossche          | Eddy Merckx         | Agustín Tamames       |
| 1971  | José Manuel Fuente              | Lucien Van Impe     | Joop Zoetemelk        |
| 1972  | José Manuel Fuente              | Lucien Van Impe     | José Manuel Fuente    |
| 1973  | José Manuel Fuente              | Pedro Torres        | José Luis Abilleira   |
| 1974  | José Manuel Fuente              | Domingo Perurena    | José Luis Abilleira   |
| 1975  | Francisco Galdós Andrés Oliva   | Lucien Van Impe     | Andrés Oliva          |
| 1976  | Andrés Oliva                    | Giancarlo Bellini   | Andrés Oliva          |
| 1977  | Faustino Fernández Ovies        | Lucien Van Impe     | Pedro Torres          |
| 1978  | Ueli Sutter                     | Mariano Martínez    | Andrés Oliva          |
| 1979  | Claudio Bortolotto              | Giovanni Battaglin  | Felipe Yáñez          |
| 1980  | Claudio Bortolotto              | Raymond Martin      | Juan Fernández Martín |
| 1981  | Claudio Bortolotto              | Lucien Van Impe     | José Luis Laguía      |
| 1982  | Lucien Van Impe                 | Bernard Vallet      | José Luis Laguía      |
| 1983  | Lucien Van Impe                 | Lucien Van Impe     | José Luis Laguía      |
| 1984  | Laurent Fignon                  | Robert Millar       | Felipe Yáñez          |
| 1985  | José Luis Navarro               | Luis Herrera        | José Luis Laguía      |
| 1986  | Pedro Muñoz                     | Bernard Hinault     | José Luis Laguía      |
| 1987  | Robert Millar                   | Luis Herrera        | Luis Herrera          |
| 1988  | Andy Hampsten                   | Steven Rooks        | Álvaro Pino           |
| 1989  | Luis Herrera                    | Gert-Jan Theunisse  | Óscar de Jesús Vargas |
| 1990  | Claudio Chiappucci              | Thierry Claveyrolat | Martín Farfán         |
| 1991  | Iñaki Gastón                    | Claudio Chiappucci  | Luis Herrera          |
| 1992  | Claudio Chiappucci              | Claudio Chiappucci  | Carlos Hernández      |
| 1993  | Claudio Chiappucci              | Tony Rominger       | Tony Rominger         |
| 1994  | Pascal Richard                  | Richard Virenque    | Luc Leblanc           |
| 1995  | Mariano Piccoli                 | Richard Virenque    | Laurent Jalabert      |
| 1996  | Mariano Piccoli                 | Richard Virenque    | Tony Rominger         |
| 1997  | José Jaime González             | Richard Virenque    | José María Jiménez    |
| 1998  | Marco Pantani                   | Christophe Rinero   | José María Jiménez    |
| 1999  | José Jaime González             | Richard Virenque    | José María Jiménez    |
| 2000  | Francesco Casagrande            | Santiago Botero     | Carlos Sastre         |
| 2001  | Freddy González                 | Laurent Jalabert    | José María Jiménez    |
| 2002  | Julio Perez Cuapio              | Laurent Jalabert    | Aitor Osa             |
| 2003  | Freddy González                 | Richard Virenque    | Félix Cárdenas        |
| 2004  | Fabian Wegmann                  | Richard Virenque    | Félix Cárdenas        |
| 2005  | José Rujano                     | Michael Rasmussen   | Joaquim Rodríguez     |
| 2006  | Juan Manuel Gárate              | Michael Rasmussen   | Egoi Martínez         |
| 2007  | Leonardo Piepoli                | Mauricio Soler      | Denis Menchov         |
| 2008  | Emanuele Sella                  | Carlos Sastre       | David Moncoutié       |
| 2009  | Stefano Garzelli                | Non-attribué        | David Moncoutié       |
| 2010  | Matthew Lloyd                   | Anthony Charteau    | David Moncoutié       |
| 2011  | Stefano Garzelli                | Samuel Sánchez      | David Moncoutié       |
| 2012  | Matteo Rabottini                | Thomas Voeckler     | Simon Clarke          |
| 2013  | Stefano Pirazzi                 | Nairo Quintana      | Nicolas Edet          |
| 2014  | Julián Arredondo                | Rafał Majka         | Luis León Sánchez     |
| 2015  | Giovanni Visconti               | Christopher Froome  | Omar Fraile           |
| 2016  | Mikel Nieve                     | Rafał Majka         | Omar Fraile           |
| 2017  | Mikel Landa                     | Warren Barguil      | Davide Villella       |
| 2018  | Christopher Froome              | Julian Alaphilippe  | Thomas De Gendt       |
| 2019  | Giulio Ciccone                  | Romain Bardet       | Geoffrey Bouchard     |
| 2020  | Ruben Guerreiro                 | Tadej Pogačar       | Guillaume Martin      |
| 2021  | Geoffrey Bouchard               | Tadej Pogačar       | Michael Storer        |
| 2022  | Koen Bouwman                    | Jonas Vingegaard    | Richard Carapaz       |
| 2023  | Thibaut Pinot                   | Giulio Ciccone      | Remco Evenepoel       |
| 2024  | Tadej Pogačar                   | Richard Carapaz     | Jay Vine              |
| 2025  | Lorenzo Fortunato               | Tadej Pogačar       |                       |

### Doublés sur les grands tours la même année
Aucun coureur n'a remporté le Grand Prix de la montagne sur les trois Grand Tours la même année. Dix coureurs ont réussi un doublé.
Le doublé Giro/Tour effectué par quatre cyclistes :
- Fausto Coppi (1949)
- Charly Gaul (1956)
- Lucien Van Impe (1983)
- Claudio Chiappucci (1992)

Le doublé Vuelta/Tour effectué par quatre cyclistes :
- Federico Bahamontes (1958)
- Julio Jiménez (1965)
- Luis Herrera (1987)
- Tony Rominger (1993)

Le doublé Vuelta/Giro effectué par deux cyclistes :
- José Manuel Fuente (1972)
- Andrés Oliva (1975, 1976)